# 橄榄山 (肯塔基州)
橄榄山（英語：Olive Hill），是美国肯塔基州的一座城市。建立于1861年，面积约为4.7平方公里（1.8平方英里）。根据2010年美国人口普查，该市的人口为1,599人。